# Tam Đồng
Tam Đồng là một xã thuộc huyện Mê Linh, thành phố Hà Nội, Việt Nam.
Xã Tam Đồng có diện tích 6,74 km², dân số năm 2022 là 10.218 người, mật độ dân số đạt 1.516 người/km².

## Đình Cư An
Đình làng Cư An, xã Tam Đồng thờ di tích thờ tướng Phạm Huyền Thông - Thái Úy thống lĩnh tiền quân thủy bộ thời Đinh sau được phong Thái Úy Thượng Quốc Đại Vương. Ông là người trang Hồ Liên (Thanh Oai), có công đánh dẹp các sứ quân Ngô Xương Xí, Nguyễn Siêu, Phạm Bạch Hổ. Ông cũng được thờ ở Đình Phương Mỹ xã Mỹ Hưng, Thanh Oai quê hương.